# Овчинников, Сергей Иванович
Серге́й Ива́нович Овчи́нников (род. 10 ноября 1970, Москва) — советский и российский футболист, игравший на позиции вратаря; тренер.

## Клубная карьера

### Начало карьеры
Родился в Москве. В детстве занимался борьбой, плаванием, лыжами. В возрасте семи лет поступил в футбольную школу московского «Динамо». Бабушка Сергея работала в этой школе бухгалтером, но привёл его туда отец. Первым тренером Овчинникова стал Геннадий Гусаров. После окончания футбольной школы попал в основную команду, где работал под руководством кумира детства Николая Гонтаря. Провёл всего две игры за дубль, пропустив один мяч.

12-летний Сережа мало напоминал вратаря — невысокий, медлительный и упитанный. Но менять амплуа было поздно. Я постоянно ставил в пример легендарного Льва Яшина, который никогда не уставал шлифовать мастерство. Судя по всему, мои слова подействовали — Овчинникова невозможно было выгнать с поля. Спустя три года он стал у нас первым номером.
— Геннадий Гусаров, тренер спортивной школы «Динамо»
В 1990 году перешёл в «Динамо» (Сухуми), где и попал в поле зрения селекционеров московского «Локомотива» и тогдашнего тренера железнодорожников Юрия Сёмина. 4 сентября 1990 года в матче первой лиги чемпионата СССР на стадионе в Черкизово между сухумцами и москвичами Сергей Овчинников спас динамовцев от поражения, отразив пенальти, пробитый железнодорожником Евгением Милешкиным, отбив и повторный удар при добивании, и окончательно убедил Сёмина в своём таланте и перспективах для московского «Локомотива».
В 1991 году входил в олимпийскую сборную СССР.

### «Локомотив»
29 марта 1991 года Овчинников дебютировал в составе железнодорожников в матче 4-го тура высшей лиги чемпионата СССР против запорожского «Металлурга». В том матче Сергей сохранил свои ворота в неприкосновенности, а «Локомотив» победил — 2:0. В том сезоне Овчинников в 18 матчах пропустил 25 мячей (7 игр «на ноль») и был приглашён в олимпийскую сборную СССР, однако в официальных матчах за неё не выступал, а в начале декабря принял участие в турне по Ирану в составе молодёжной сборной Советского Союза.
В 1992 году Овчинников окончательно вытеснил из основы «Локомотива» Хасанби Биджиева, пропустив всего 21 мяч в 24 матчах, и, как следствие, получил приглашение в только что образованную сборную России на её первый в истории матч на стадионе «Локомотив» против сборной Мексики, однако на поле так и не вышел. На последующие матчи сборной в течение года Овчинников также вызывался, но оставался на скамейке запасных.
17 февраля 1993 года впервые защищал ворота национальной сборной в товарищеском матче в рамках турне по США против команды Сальвадора (2:1). В чемпионате России Овчинников отстоял «на ноль» 14 матчей. В апрельском контрольном матче сборной с немецким «Саарбрюккеном» он снова занял место в воротах, а 15 сентября впервые сыграл в еврокубках — 3 пропущенных мяча от «Ювентуса». После игры главный тренер «Локомотива» Юрий Сёмин был недоволен игрой вратаря. Но стоило наставнику начать высказывать свои претензии, как Овчинников, уже тогда отличавшийся взрывным темпераментом, недослушав тренера, с грохотом захлопнул дверь раздевалки. 6 октября вновь вышел на поле в составе сборной против Саудовской Аравии и сыграл 63 минуты, после чего был заменён.
В апреле 1994 года исполком РФС утвердил список из 55 кандидатов в сборную для поездки на чемпионат мира в США. В него в том числе вошёл и Сергей Овчинников, однако для поездки тренерский штаб сборной предпочёл более опытных легионеров — Харина и Черчесова. Чемпионат Овчинников, как и прежде, провёл на высоком уровне, пропустив 26 мячей в 28 играх за «Локомотив», что помогло его клубу завоевать бронзовые медали, а самому Овчинникову получить приз журнала «Огонёк» как лучшему вратарю года в России.
В 1995 году Овчинников вместе с «Локомотивом» стал серебряным призёром чемпионата России и улучшить свой показатель надёжности — 22 пропущенных мяча в 27 играх, снова получил приз журнала «Огонёк». В матче Кубке УЕФА против мюнхенской «Баварии», пропустил пять мячей в домашнем матче. По окончании сезона также сыграл за сборную Москвы и Санкт-Петербурга в Испании против сборной басков.
Чемпионат России 1996 года сложился для команды Овчинникова не слишком хорошо — 6-е место, однако 11 мая железнодорожники выиграли Кубок России, в финале в упорной борьбе одолев московский «Спартак». Эту победу Овчинников считает одной из самых памятных в карьере. После игры он бросил репортёрам фразу, выразившую его отношение к болельщикам «красно-белых»: «Как приятно в один раз „сделать“ тридцать тысяч человек!».

Сергей Овчинников — первый номер не только в нашей команде, но и среди вратарей в российском чемпионате. Знаю его ещё с детских лет, когда он играл в юношеской команде «Динамо», а я в «Спартаке». Несмотря на традиционный антагонизм этих клубов, мы уже тогда подружились и были рады стать партнёрами в «Локомотиве». В быту он такой же добродушный и, в какой-то степени, бесшабашный парень. Но тот, кто видит его в работе, сразу понимает, почему он лучший. После каждой тренировки на смену Овчинникову выходит рабочий с тачкой земли — засыпать образовавшуюся яму. Сергей пашет на тренировках «глубинно». Он — наша главная надежда и опора. Редкой надежности вратарь, человек, друг.— Алексей Косолапов, капитан «Локомотива» (давая характеристику партнёрам после финала Кубка России 1996 года)
24 мая состоялось возвращение Овчинникова в сборную России: он отыграл пять минут, выйдя на замену в матче со сборной Катара, и за это время пропустил мяч со штрафного. В июне Овчинников поехал в Англию на чемпионат Европы в качестве третьего вратаря и провёл весь турнир на скамейке запасных, вновь оставшись за спинами Харина и Черчесова.

Есть тренер, ему и решать кого ставить. Моя задача — обеспечить возможность выбора.— Сергей Овчинников (о конкуренции в сборной)
В канун нового 1997 года стало известно, что с 31 июля Сергей Овчинников будет выступать за португальскую «Бенфику», заплатившую за трансфер голкипера 1,2 млн долларов.

За Овчинниковым наша команда была, как за каменной стеной.
<…> Прозвище «Босс» закрепилось за ним ещё со времен обучения в динамовской школе и игр за юношескую сборную Москвы. Он действительно босс, настоящий хозяин у своих ворот, а ещё — очень сильный духом человек и в футболе, и в жизни. За семь лет в «Локомотиве» вырос и как вратарь, и как личность. Он не теряется ни в каких ситуациях, очень быстро отходит от неудач. Почти каждый год его соблазняют уйти в другие клубы, но лишь однажды, по молодости, он поддался искушению. Команда отправлялась на Бермуды, и Сергей вдруг не явился к самолёту, решив перейти в «Асмарал». Тогда моя жена Люба разыскала Сергея и сумела его переубедить. Только теперь, 17 июля, он уезжает в португальскую «Бенфику». Сергей заслужил европейское признание, в последние годы в острейшей конкуренции став первым номером и в сборной России.— Юрий Сёмин, главный тренер «Локомотива» (об отъезде Сергея Овчинникова в португальскую «Бенфику»)
Тот сезон был одним из самых удачных в карьере Овчинникова. Он отыграл весь первый круг до самого отъезда в Португалию (последний матч с «Балтикой» — «на ноль»), стал основным вратарём сборной России под руководством Бориса Игнатьева, сыграв в 9 матчах из 11 (4 — как игрок «Локомотива», 5 — как игрок «Бенфики»).

### «Бенфика»
В «Бенфике» Овчинников стал вторым вратарём после 38-летнего бельгийца Мишеля Прюдомма. Главный тренер Грэм Сунесс рассматривал Сергея как потенциальную замену Прюдомму в будущем, поэтому не торопился включать россиянина в основной состав. В сезоне 1997/98 Овчинников вышел на поле только в шести матчах. Тем временем, сборная России не решила задачу выхода в финальную часть чемпионата мира-1998, потеряв важные очки в играх с Кипром и Болгарией и уступив в стыковых матчах итальянцам. До конца европейского сезона Овчинников дважды участвовал в товарищеских матчах сборной против Греции и Грузии, которые завершились с одинаковым счётом 1:1.
В новом сезоне тренер «Бенфики» стал чаще доверять «Боссу» место в воротах. Прюдомм признавал, что Овчинников находится в отличной форме, и стал задумываться о переходе на тренерскую работу, но после того, как серия удачных матчей «Бенфики» прервалась, Грэм Сунесс вернул Прюдомма в ворота, а Овчинникова — на скамейку запасных.

Мы тогда выиграли 12 матчей подряд, я постоянно выходил на поле под первым номером. Но после нелепого поражения в Кубке страны на мне в какой-то степени поставили крест: сколько бы я ни работал на тренировках, место в составе все равно доставалось конкуренту — Мишелю Прюдомму. Это было очень неприятно.— Сергей Овчинников (о конкуренции в «Бенфике»)
В сборной под руководством Анатолия Бышовца в том сезоне Сергей провёл две не слишком удачных игры — товарищескую против Испании и матч отборочного турнира Евро-2000 с Францией.
В домашней игре против Франции, которую россияне проиграли 2:3, в самом конце после штрафного в исполнении Зинедина Зидана Овчинников неудачно упал, ударившись спиной о крюк ворот, которым крепилась сетка, из-за чего пропустил последующую игру против Исландии (его место занял в воротах Станислав Черчесов). Как позже выяснилось, у него был ушиб позвонка.
В мае 1999 года он вышел на замену в товарищеском матче с белорусами, уже при Олеге Романцеве. На одной из тренировок сборной Сергей получил растяжение мышц бедра и не полетел в Париж. Уверенная игра Александра Филимонова в победном матче против Франции заставила тренеров на время забыть об Овчинникове.
В конце сезона 1998/99 Мишель Прюдомм принял решение завершить карьеру игрока, однако основным вратарём «Бенфики» Овчинников так и не стал. Шотландского тренера Грэма Сунесса сменил немец Юпп Хайнкес, который привёл в команду двух молодых вратарей. Сергей был выставлен на трансфер (на него претендовали испанские «Расинг» и «Бетис»), а затем продан в «Алверку» примерно за 2,5 миллиона долларов (обстоятельства этой сделки позже разбирались португальской прокуратурой, и тогдашний президент «Бенфики» был осуждён).
В общей сложности Сергей Овчинников провёл за «Бенфику» 20 матчей, из них 2 — в Кубке УЕФА.

### «Алверка»
В «Алверке» партнёром Овчинникова по команде стал Василий Кульков. Вратарь провёл неплохой сезон, стабильно появляясь в воротах своего нового клуба, и был признан португальской прессой вторым среди лучших вратарей чемпионата страны. «Алверка» заняла в чемпионате 11-е место.
28 марта 2000 года Овчинников был вызван в сборную России на товарищеский матч со второй сборной Германии. Все 90 минут игры ворота россиян защищал Евгений Корнюхин. Сергей был недоволен таким положением дел и заявил второму тренеру сборной Михаилу Гершковичу: «Михал Данилыч, если вы во мне не уверены — не вызывайте меня больше на сборы». Руководство главной команды страны расценило эту фразу как отказ от выступлений за национальную сборную. Больше при Романцеве Овчинников в сборную не привлекался.
22 мая стало известно, что Овчинников подписал контракт с вице-чемпионом Португалии «Порту» сроком на 4 года.

### «Порту»
В «Порту» Овчинникову достался номер 55. Он сразу стал основным вратарём, так как Витор Байя, на которого рассчитывал тренер клуба Фернанду Сантуш, получил серьёзную травму. «Если бы у этого голкипера был 99-й номер на спине, ему никогда не пришлось бы сомневаться в своём месте в основе», — писали португальские газеты. В чемпионате Португалии Сергей провёл 33 матча из 34, пропустив 25 мячей и завоевав вместе с «Порту» серебро. Также он дебютировал в квалификационном раунде Лиги чемпионов, а 10 июня 2001 года выиграл вместе со своим клубом Кубок Португалии, отстояв «на ноль» финальный матч.
5 августа надёжная игра Овчинникова помогла «Порту» завоевать Суперкубок Португалии, обыграв чемпиона «Боавишту».
Сезон 2001/02 начался для вратаря довольно неплохо. Новый тренер «Порту» Отавиу Машаду продолжал ставить россиянина в основной состав. 19 сентября 2001 года Овчинников дебютировал в групповом турнире Лиги чемпионов в матче против «Русенборга». Сыграв ещё несколько матчей, последний из которых состоялся 20 сентября, голкипер получил на тренировке травму колена и на некоторое время выбыл из строя, сыграв на тот момент 9 матчей и пропустив семь мячей.

Правое колено постоянно о себе напоминало. Но там не в связках, а в мениске проблема была. Сначала от него самого почти ничего не осталось, а потом и кости в отсутствие хрящевой ткани стираться начали. Поэтому последние лет 10 или 12 играл на уколах. Спасибо врачам Савелию Мышалову и Александру Ярдошвили — подобрали мне нужный препарат из разряда так называемых «протекторов». Он выполняет роль смазки для коленного сустава, чтобы он не стирался. Двух курсов — шесть уколов в начале сезона и шесть на финише — вполне хватало.
Когда в 96-м отправился в «Бенфику», португальцы только руками развели: с игроком, у которого такое колено, контракт не стоило бы подписывать. Но их разубедила моя статистика матчей в России, где у меня пауз не было.— Сергей Овчинников (о своих травмах)
Спустя несколько недель пошли слухи, что травма колена — лишь официальная версия отсутствия Овчинникова в заявке и, что руководство «драконов» хочет избавиться от российского вратаря. По материалам российской прессы, на Овчинникова претендовали «Аякс» и «Фиорентина». 23 декабря появилась информация, что переговоры об аренде голкипера ведёт прежний клуб Сергея — московский «Локомотив», по словам его тренера Юрия Сёмина.
3 января 2002 года стало известно о переходе Сергея Овчинникова в «Локомотив» на правах аренды на полгода с возможностью её продления до декабря.

### Возвращение в «Локомотив»
Всё произошло довольно спонтанно. Мы связались с представителями клуба в двадцатых числах декабря. У меня была пара других вариантов, но отдал предпочтение «Локомотиву». Юрию Сёмину и Валерию Филатову доверяю как себе самому, поэтому колебаний не было. Возвращаться домой всегда лучше, чем искать что-то заново. И сейчас связываю большие надежды с «Локомотивом».— Сергей Овчинников (о возвращении в «Локомотив»)

Из «Локомотива» ушёл хороший вратарь, а пришёл очень хороший — Овчинников.— Юрий Семин, главный тренер «Локомотива» (о возвращении Сергея Овчинникова)
Возвращение в «Локомотив» получилось для Овчинникова триумфальным. Железнодорожники с ходу выиграли чемпионат России, а сам голкипер 667 минут (с 16 июля по 12 сентября) держал свои ворота в неприкосновенности, установив рекорд сезона, и пропустил всего 14 мячей за 31 матч, отыграв во всех матчах чемпионата, включая «золотой».
Благодаря успешной игре на Овчинникова вновь обратили внимание тренеры сборной команды, и в мае Олег Романцев в приватном разговоре с Юрием Сёминым обещал предоставить Овчинникову место в сборной на чемпионате мира. Однако при всех своих заслугах на чемпионат мира Овчинников так и не поехал. Сказались разногласия с тренерским штабом Романцева и, возможно, давняя нелюбовь «Босса» к московскому «Спартаку», воспитанная ещё в динамовской спортшколе. «Ну не люблю я „Спартак“ и ничего с собой поделать не могу!» — сказал в одном из интервью Овчинников.
Во второй половине года Овчинников (уже после отставки Романцева) вернулся в сборную, сыграв в первом тайме товарищеского матча со Швецией 21 августа. До конца сезона «Босс» защищал ворота сборной во всех матчах (в том числе и в отменённом против Грузии), пользуясь большим доверием у нового тренера сборной России Валерия Газзаева.
В конце года в составе «Локомотива» сыграл в Лиге чемпионов. Его надёжная игра помогла железнодорожникам пройти во второй групповой этап турнира.
13 февраля 2003 года в матче товарищеского турнира против сборной Румынии единственный раз был капитаном сборной России.
8 марта Овчинников вместе с «Локомотивом» стал обладателем первого Суперкубка России. В серии послематчевых пенальти отбил четыре удара из семи.
22 марта во втором туре чемпионата России после домашней игры «Локомотива» с «Зенитом» Овчинников, раздосадованный поражением, попытался высказать претензии судье Игорю Егорову, а затем, прорвав кордон из четырёх сдерживавших его человек, решил разобраться со вторым тренером петербуржцев Владимиром Боровичкой, но снова был остановлен и с нецензурными выражениями покинул поле. Позже Овчинников утверждал, что Боровичка его спровоцировал; КДК РФС дисквалифицировал вратаря на пять матчей чемпионата России, что сказалось на выступлениях железнодорожников, которые набрали лишь 4 очка из 15 возможных в пяти матчах без Овчинникова. В том сезоне «Локомотив» остался без медалей.
В течение года Овчинников выходил на поле в 8 матчах сборной, пропустив 12 мячей.
15 ноября в перерыве первого стыкового матча отборочного турнира чемпионата Европы 2004 года между сборными России и Уэльса Овчинникову не понравилось, что игрок сборной Уэльса Марк Делейни нанёс удар по его воротам уже после свистка судьи на перерыв, и голкипер, с трудом парировав удар, побежал высказывать в лицо футболисту. Судья матча Лусилиу Батишта достал из кармана жёлтую карточку, которая стала для вратаря сборной второй в этом отборочном цикле, и в ответном матче Овчинников не участвовал.
В Лиге чемпионов «Локомотив» вышел в 1/8 финала, где соперником стал «Монако». В первом матче в Москве «Локомотив» одержал победу — 2:1, а в ответном матче, 10 марта 2004 года, португальский арбитр Лусилиу Батишта принял три спорных решения: назначил пенальти в ворота железнодорожников (который был отбит Овчинниковым), удалил Дмитрия Лоськова и засчитал гол Эммануэля Адебайора. «Локомотив» уступил 0:1 и покинул Лигу чемпионов.

Не хочется оскорблять человека, но мне кажется, что он был нечистоплотным арбитром. Мне легче было не играть в тех играх, когда он судил, может быть, для наших команд моё неучастие было бы положительным моментом. Пересекался я с ним и в Португалии, дважды он меня удалял, я даже дрался с ним на поле. Были такие инциденты, которые переросли вот в такое его отношение ко всей России. Ссоры с судьями на футбольном поле происходят очень часто, но в дальнейшем же нормальные люди не будут тебе мстить всю дальнейшую карьеру, тем более что бывает и судья сам виноват в некоторых эпизодах. Тем не менее Батишта мстил мне целых пять лет в тех матчах, где я участвовал, это может говорить только о предвзятом отношении, а не о какой-то там случайности.— Сергей Овчинников (о Лусилиу Батиште)
3 апреля 2004 года Овчинников отстоял «на ноль» 100-й матч в своей карьере, юбилей пришёлся на матч 4-го тура чемпионата России против «Рубина».
2 июня главный тренер сборной России Георгий Ярцев объявил имена футболистов, выбранных для участия в чемпионате Европы. Овчинников значился в списке под первым номером.
Матч со сборной Испании (0:1) 12 июня стал дебютом для 33-летнего вратаря в турнирах подобного уровня.
16 июня в матче с хозяевами турнира — португальцами на последней минуте первого тайма судья Терье Хауге посчитал, что Овчинников, выйдя за пределы штрафной, чтобы отобрать мяч у Паулеты, коснулся мяча рукой, и удалил голкипера. Это решение оспаривали даже португальские игроки, но Хауге сказал, что уже вынес вердикт и не может его изменить. После матча сам арбитр и председатель судейского комитета УЕФА Фолькер Рот заявили, что решение было правильным. Матч был проигран со счётом 0-2, и Россия лишилась даже теоретических шансов на выход из группы.

Вы сами всё видели. Руками я мяча не касался. Сначала попытался выбить его ногой, потом он мне попал в грудь и отскочил. После удаления игроки португальской сборной подошли ко мне со словами поддержки. Арбитру же я ничего не говорил.— Сергей Овчинников (о своём удалении в матче против Португалии)
В конце года Овчинников стал двукратным чемпионом России в составе «Локомотива».
Тем временем, карьера в сборной пошла на спад. После Евро—2004 главный тренер Георгий Ярцев затеял омоложение состава, и  Овчинников перестал появляться в основе.
16 апреля 2005 года Овчинников установил всероссийский рекорд по количеству «сухих» матчей — 113. В том сезоне долгое время лидировавший «Локомотив» на финише уступил первое и второе место московским ЦСКА и «Спартаку». В конце года голкипер решил не продлевать истекающий контракт и покинул клуб на правах свободного агента. Последний матч за красно-зелёных провёл 24 ноября 2005 года в Кубке УЕФА против датского «Брондбю» (4:2).
Последний раз за сборную России уже под руководством Юрия Семина сыграл 8 июня 2005 года в Мёнхенгладбахе в товарищеской встрече против сборной Германии (2:2).

### «Динамо»
1 декабря 2005 года Овчинников подписал контракт на два года с московским «Динамо», которое возглавил бывший тренер «Локомотива» Юрий Семин.
Перед началом сезона—2006 был избран капитаном команды. Несмотря на сильный по именам состав, «Динамо» сразу опустилось в нижнюю часть турнирной таблицы, а впоследствии и в зону вылета. Внутренняя обстановка в команде была также далека от идеальной.

#### Последний матч
Свой последний официальный матч Овчинников провёл 25 июля 2006 года, когда «Динамо» на стадионе имени Эдуарда Стрельцова встречалось с «Москвой». На 77-й минуте матча, при счёте 1:0 в пользу горожан, в динамовскую штрафную со штрафного навесил Томаш Чижек. Сергей Семак выиграл борьбу за посланный мяч, но пробил мимо ворот, однако боковой судья посчитал, что удар нанёс кто-то из защитников «Динамо», и показал на угловой. Овчинников был не согласен с таким решением бокового судьи и вступил с ним в жёсткую полемику, используя нецензурные выражения и неприличные жесты. Инцидент был замечен главным арбитром матча Игорем Захаровым, который показал вратарю жёлтую карточку. Далее игрок хотел продолжить перебранку, но его партнёры по команде решили оттащить своего вратаря от судьи. Однако Овчинников не успокоился и бросил ему под ноги мяч. Потом подошёл к Захарову и продолжил спорить с ним. После фразы: «Я капитан команды, блядь!», Захаров предъявил ему красную карточку. Овчинников взял его за грудки и, продолжая высказывать недовольство, решил довести дело до рукоприкладства, но до рукопашной схватки дело не дошло.
Покидая поле в сопровождении тренера динамовцев Андрея Кобелева, Овчинников бросил на поле капитанскую повязку после крика Кобелева не забирать повязку в подтрибунное помещение. Позже он чуть не набросился на тренера «Москвы» Леонида Слуцкого и сильно ударил ногой по пластиковому тенту, ведущему в подтрибунное помещение. После матча Овчинников зашёл в комнату судей на стадионе и извинился перед ними за своё поведение. 2 августа КДК РФС постановил назначить ему пятиматчевую дисквалификацию, и штраф в 100 000 рублей. КДК также заявил: «Если в течение срока условной дисквалификации Сергей Овчинников совершит дисциплинарный поступок, который будет квалифицироваться как „Агрессивное поведение“, то он будет дисквалифицирован до конца сезона».
4 августа 2006 года ушёл в отставку главный тренер «Динамо» Юрий Семин, который был одним из инициаторов привлечения Овчинникова в клуб, а 24 августа 2006 года новое руководство «Динамо» выставило Овчинникова на трансфер, но интереса к нему другие клубы не проявили. Больше на поле вратарь не выходил. Красная карточка, полученная в этом матче, стала для Овчинникова единственной за всю карьеру в матчах чемпионата России.

## Тренерская карьера

### «Локомотив» (Москва)
В начале 2007 года Овчинников попробовал вернуться в «Локомотив», но получил отказ главного тренера Анатолия Бышовца. 

В начале сезона я пытался наладить с ним контакт. Юрий Павлович Сёмин был тогда президентом клуба. Я позвонил Бышовцу и предложил ещё поиграть, помочь команде в роли второго или третьего вратаря. Но Анатолий Фёдорович ответил, что мой уровень низкий и у него есть вратари лучше.— Сергей Овчинников (о возможном возвращении в «Локомотив»)
Принял решение завершить карьеру игрока и пошёл учиться в Государственный университет управления на кафедре «Менеджмент в игровых видах спорта». В апреле 2007 года Овчинников вернулся в «Локомотив» в качестве тренера. Однако в тренерский штаб Анатолия Бышовца он не вошёл и получил должность «клубный тренер вратарей». В обязанности экс-голкипера входила работа с вратарями дубля, юношеских и детских команд «Локомотива», а также участие в различных спортивно-развлекательных мероприятиях, проводимых клубом. 13 октября он 32 минуты защищал ворота дубля «Локомотива» в товарищеском матче против тверской «Волги».
6 мая 2007 года в 8-м туре чемпионата России, в выездном матче против «Ростова» вратарь ЦСКА и сборной России Игорь Акинфеев получил серьёзную травму и выбыл из строя на несколько месяцев. В том же туре второй голкипер сборной Вячеслав Малафеев получил дисквалификацию за грубую игру. В сложившейся ситуации Овчинников заявил, что если тренер сборной России Гус Хиддинк обратится к нему, то он готов будет приехать в расположение сборной в канун матча отбора на чемпионат Европы против Хорватии, намеченного на 6 июня.
В сезоне 2007 года дела у железнодорожников складывались крайне плохо. Несмотря на победу в Кубке России, в чемпионате команда заняла самое низкое место в своей российской истории — 7-е. Овчинников в течение сезона подвергал резкой критике главного тренера, а после его увольнения в ноябре высказался о своём желании возглавить «Локомотив».

### «Динамо» (Киев)
В декабре 2007 года Овчинников по приглашению бывшего президента и главного тренера «Локомотива» Юрия Сёмина вошёл в тренерский штаб киевского «Динамо», с которым в мае 2008 года завоевал серебро чемпионата Украины.

### «Кубань»
Через год стал главным тренером: 4 декабря 2008 было объявлено, что Овчинников приступает к работе с «Кубанью» в качестве главного тренера, в тот же день подписал с клубом трёхлетний контракт по схеме 1+2.
Тренерский дебют Овчинникова в «Кубани» завершился неудачно — дебютант премьер-лиги на выезде был обыгран «Рубином» (3:0), действующим чемпионом России. Однако уже в следующем матче команда обыграла дома московский «Спартак» со счётом 1:0.
Впоследствии «Кубань» получила прозвище «гроза авторитетов», обыграв дома вдобавок к «Спартаку» московский «Локомотив», а позже и ЦСКА. Выездной матч против «Динамо» закончился со счётом 1:1, причем москвичам по ходу матча пришлось отыгрываться. Таким образом, к летнему перерыву «Кубань» не проиграла ни одного матча московским командам и стала единственным клубом, не пропустившим дома ни одного мяча.
Однако затем дела клуба пошли неудачно, и после длительной безвыигрышной серии руководство «Кубани» приняло решение прекратить отношения с Овчинниковым. Последней каплей и непосредственным поводом для этого стало первое в сезоне домашнее поражение, на следующий день после которого, 9 августа, было официально сообщено об отставке.

### С 2010 года
7 мая 2010 года был назначен тренером брянского «Динамо», 16 сентября подал в отставку.
13 мая 2011 года был назначен на должность главного тренера белорусского «Динамо» Минск. 27 октября руководство клуба решило не продлевать контракт..
С 14 декабря 2011 по май 2012 года — спортивный директор тольяттинской футбольной академии имени Юрия Коноплёва.
14 мая 2012 года был назначен тренером вратарей сборной России и в этом качестве принимал участие в работе сборной на чемпионате мира 2014 и чемпионате Европы 2016. После того как сборную России возглавил Станислав Черчесов, Овчинников покинул тренерский штаб сборной.
7 марта 2014 года стал старшим тренером ЦСКА. 17 августа 2014 года был удалён со скамейки запасных во время матча против «Спартака» за оспаривание назначения пенальти в ворота ЦСКА.
29 декабря 2020 года Овчинников покинул клуб в связи с истечением контракта.
В 2022 году — главный тренер команды «Наши парни», участвующей во втором сезоне Медийной футбольной лиги.
В 2023 году — начальник отдела подготовки тренеров академии РФС.

## Взгляды
В ходе вторжения России на Украину и мобилизации призывал сплотиться вокруг руководства страны и отстаивать территориальную целостность, и курс, и независимость.

## Матчи Овчинникова за сборную России
| №  | Дата             | Соперник          | Счёт | Пр. голы | Соревнование             |
| -- | ---------------- | ----------------- | ---- | -------- | ------------------------ |
| 1  | 17 февраля 1993  | Сальвадор         | 2:1  | 1        | Товарищеский матч        |
| 2  | 6 октября 1993   | Саудовская Аравия | 4:2  | 2        | Товарищеский матч        |
| 3  | 24 мая 1996      | Катар             | 5:2  | 1        | Товарищеский матч        |
| 4  | 10 ноября 1996   | Люксембург        | 4:0  | 0        | Отборочный матч ЧМ-1998  |
| 5  | 7 февраля 1997   | Югославия         | 1:1  | 1        | Товарищеский матч        |
| 6  | 12 марта 1997    | Югославия         | 0:0  | 0        | Товарищеский матч        |
| 7  | 30 апреля 1997   | Люксембург        | 3:0  | 0        | Отборочный матч ЧМ-1998  |
| 8  | 8 июня 1997      | Израиль           | 2:0  | 0        | Отборочный матч ЧМ-1998  |
| 9  | 20 августа 1997  | Югославия         | 0:1  | 1        | Товарищеский матч        |
| 10 | 10 сентября 1997 | Болгария          | 0:1  | 1        | Отборочный матч ЧМ-1998  |
| 11 | 11 октября 1997  | Болгария          | 4:2  | 2        | Отборочный матч ЧМ-1998  |
| 12 | 29 октября 1997  | Италия            | 1:1  | 1        | Отборочный матч ЧМ-1998  |
| 13 | 15 ноября 1997   | Италия            | 0:1  | 1        | Отборочный матч ЧМ-1998  |
| 14 | 18 февраля 1998  | Греция            | 1:1  | 1        | Товарищеский матч        |
| 15 | 30 мая 1998      | Грузия            | 1:1  | 1        | Товарищеский матч        |
| 16 | 3 сентября 1998  | Испания           | 0:1  | 1        | Товарищеский матч        |
| 17 | 10 октября 1998  | Франция           | 2:3  | 3        | Отборочный матч ЧЕ-2000  |
| 18 | 19 мая 1999      | Беларусь          | 1:1  | 1        | Товарищеский матч        |
| 19 | 21 августа 2002  | Швеция            | 1:1  | 0        | Товарищеский матч        |
| 20 | 7 сентября 2002  | Ирландия          | 4:2  | 2        | Отборочный матч ЧЕ-2004  |
| 21 | 16 октября 2002  | Албания           | 4:1  | 1        | Отборочный матч ЧЕ-2004  |
| 22 | 13 февраля 2003  | Румыния           | 4:2  | 2        | Товарищеский матч        |
| 23 | 29 марта 2003    | Албания           | 1:3  | 3        | Отборочные матчи ЧЕ-2004 |
| 24 | 7 июня 2003      | Швейцария         | 2:2  | 2        | Отборочные матчи ЧЕ-2004 |
| 25 | 20 августа 2003  | Израиль           | 1:2  | 2        | Товарищеский матч        |
| 26 | 6 сентября 2003  | Ирландия          | 1:1  | 1        | Отборочные матчи ЧЕ-2004 |
| 27 | 10 сентября 2003 | Швейцария         | 4:1  | 1        | Отборочные матчи ЧЕ-2004 |
| 28 | 11 октября 2003  | Грузия            | 3:1  | 1        | Отборочные матчи ЧЕ-2004 |
| 29 | 15 ноября 2003   | Уэльс             | 0:0  | 0        | Отборочные матчи ЧЕ-2004 |
| 30 | 31 марта 2004    | Болгария          | 2:2  | 2        | Товарищеский матч        |
| 31 | 25 мая 2004      | Австрия           | 0:0  | 0        | Товарищеский матч        |
| 32 | 12 июня 2004     | Испания           | 0:1  | 1        | ЧЕ-2004. Групповой этап  |
| 33 | 16 июня 2004     | Португалия        | 0:2  | 1        | ЧЕ-2004. Групповой этап  |
| 34 | 18 августа 2004  | Литва             | 4:3  | 1        | Товарищеский матч        |
| 35 | 8 июня 2005      | Германия          | 2:2  | 2        | Товарищеский матч        |

Итого: матчей — 35, из них «сухих» — 7/ пропущено голов — 40; побед — 13, ничьих — 13, поражений — 9

## Достижения

### Командные
«Локомотив»
- Чемпион России (2): 2002, 2004
- Серебряный призёр чемпионата России: 1995
- Бронзовый призёр чемпионата России: 1994, 2005
- Обладатель Кубка России (2): 1996, 1997
- Обладатель Суперкубка России (2): 2003, 2005
- Обладатель Кубка чемпионов Содружества: 2005

«Бенфика»
- Серебряный призёр чемпионата Португалии: 1997/98, 2000/01

«Порту»
- Обладатель Кубка Португалии (2): 1999/2000, 2000/01
- Обладатель Суперкубка Португалии: 2001

### Личные
- В списках 33 лучших футболистов чемпионата России (10): № 1 — 1993—1997, 2002, 2003; № 2 — 2004, № 3 — 1992, 2005
- Лучший вратарь чемпионата России по оценкам «Спорт-Экспресс» (5): 1995 (ср. оценка — 6,24), 1996 (6,06), 2002 (6,10), 2004 (6,00), 2005 (6,16)
- «Вратарь года» (приз журнала «Огонёк»): 1994, 1995, 2002
- Член клуба Льва Яшина
- В январе 2003 года в прощальном матче Аднана Аль-Тальяни, лучшего футболиста ОАЭ, защищал ворота сборной мира в матче с туринским «Ювентусом», не пропустив мяча[47]
- В сезоне 2002 года отыграл на ноль 20 матчей, что является рекордом высшего дивизиона[48]

## Факты
- Впервые «Боссом» Овчинникова назвал друг двоюродного брата[49].
- Впервые свой хвостик отрастил в 1990 году, играя в Сухуми. Сделал это для того, чтобы быть похожим на актёра Стивена Сигала.[источник не указан 3172 дня] Обрезал его в 2011 году, будучи тренером минского «Динамо».[источник не указан 3172 дня]
- Овчинникова часто называют по имени и отчеству — Сергей Иванович. В Португалии его сначала приняли за югослава и посчитали слово «Иванович» фамилией[4].
- Снимался вместе с Дмитрием Булыкиным, Зауром Хаповым и Радославом Батаком в клипе поп-группы «REFLEX».